# Kitarō
Kitarō (喜多郎 Kitarō) és el sobrenom del músic i compositor japonès Masanori Takashi (高橋正則 Takahashi Masanori) (Toyohashi, Prefectura d'Aichi, Japó, 4 de febrer de 1953). Kitarō ha publicat diversos discos adscrits als postulats de la música ambient o New Age, que ha mesclat amb diverses influències musicals orientals, com la música hindú o la música japonesa tradicional. Ha compost diverses bandes sonores, com la del documental Silk Road (dedicat a la ruta de la Seda) o la de la pel·lícula Heaven & Earth, d'Oliver Stone, per la qual va aconseguir un Golden Globe Award l'any 1993.

## Biografia

### Inicis
Nascut el 1953 al si d'una família de camperols, Kitaro formà la seva primera banda —anomenada Albatross— als 17 anys, quan encara era estudiant. El seu principal instrument era la guitarra elèctrica (que aprengué a tocar de manera autodidàctica), però aviat incorporà els teclats al seu repertori. Posteriorment entrà en un altre grup, The Far East Family Band, de rock simfònic. Per tal de suplir les freqüents baixes que s'hi produïen, Kitaro aprengué a tocar altres instruments, com ara el baix, la bateria o fins i tot l'harmònica.
A l'institut, Kitarō tocava la guitarra elèctrica en una banda que interpretava rhythm and blues americà d'Otis Redding i versions dels Beatles. Després de graduar-se i aprendre a tocar la bateria i el baix, Kitarō es va traslladar a Tòquio per experimentar i formar part de l'escena musical, i va ser allà on va descobrir el sintetitzador. El seu primer sintetitzador era analògic, i recorda que li "encantava el so analògic que feia en comparació amb el so digital actual".
El 1972, durant una estada europea de la Far East Family Band, Kitaro va conèixer el músic alemany Klaus Schulze en uns estudis musicals; amb ell, Kitaro descobrí els secrets del món dels sintetitzadors i aprengué a treure'n el màxim profit. Schulze col·laboraria posteriorment amb el grup com a productor del seu disc Nipponjin, editat el 1975.
Durant un temps, doncs, Kitaro utilitzà la banda com a vehicle de les seves idees musicals, però el 1977 decidí d'iniciar la seva carrera en solitari; en aquest període, realitzà pelegrinatges a l'Índia i al Nepal, atret pel budisme zen i el sintoisme. De retorn al Japó, s'instal·là en un poble de pescadors, on fixà la seva residència.

### Àlbums en solitari
Els seus dos primers discos, Ten Kai ('viatge astral') i Daichi ('història de la lluna plena'), publicats entre 1978 i 1979, aconseguiren una reputació de discos de culte entre els aficionats a la música New Age. Oasis, també de 1979, va marcar l'inici del seu ascens a la fama internacional.
L'èxit, finalment, arribà amb la publicació el 1980 dels dos volums de Silk Road, la banda sonora d'un documental sobre la ruta de la Seda emès per la cadena japonesa NHK. Enregistrats amb sintetitzadors com a element predominant (tot i que també s'hi poden sentir parts de guitarra acústica i bateria), la música que compongué Kitaro sonava, alhora, moderna i evocadora; la seva fama va motivar l'edició d'una versió orquestral. El documental, per la seva part, fou reconvertit en una sèrie que durà cinc anys en la televisió japonesa.
A mesura que avançava la dècada, la seva reputació augmentava paral·lelament, fins al punt que fou nominat dues vegades per als premis Grammy. El 1982 compongué una altra banda sonora, aquest cop per a una pel·lícula de dibuixos animats de ciència-ficció, anomenada Queen Millenia (de Toei Animation). El 1984 enregistrà a Xangai un disc en directe, Asia, en què Kitaro tocà una part solista de bateria; durant aquesta gira, Kitaro esdevingué el primer artista que actuà a Taiwan i a la Xina. El 1987, el percussionista dels Grateful Dead, Mickey Hart, va col·laborar amb Kitaro en el seu nou disc, The Light of the Spirit.
De mica en mica, en els seus discos posteriors, Kitaro incorporà en la seva música un cert contingut de rock, heretat de la seva estada a la Far East Family Band. Dintre del seu treball en el camp de les bandes sonores, hom hi pot comptar la música de les pel·lícules Shanghai 1920 i Heaven & Earth (1993), d'Oliver Stone, per la qual aconseguí un Golden Globe Award.
L'any 2001, Kitaro guanyà un Grammy en la categoria New Age pel seu disc Thinking of you.

## Discografia
- 1978 - Ten Kai
- 1979 - Daichi
- 1979 - Oasis
- 1980 - Silk Road
- 1980 - Silk Road II
- 1980 - In Person Digital
- 1980 - Silk Road Suite
- 1981 - Silk Road III: Tunhuang (Tonko en l'edició original japonesa)
- 1981 - Best of Kitaro (Vol. 1)
- 1981 - World of Kitaro
- 1981 - Ki
- 1982 - Millennia (banda sonora de Queen Millennia)
- 1983 - Silk Road IV: Tenjiku (Índia)
- 1983 - India
- 1984 - Silver Cloud
- 1984 - Asia
- 1986 - Toward the West
- 1986 - Tenku
- 1987 - Light of the Spirit
- 1988 - The Best of Ten Years (1976-1986)
- 1990 - Kojiki
- 1991 - Live in America
- 1992 - Dream/Lady of Dreams
- 1993 - Heaven and Earth
- 1994 - Mandala
- 1995 - An Enchanted Evening - Live
- 1996 - Peace On Earth
- 1997 - Cirque Ingenieux
- 1998 - Gaia-Onbashira
- 1999 - Best of Kitaro (Vol. 2)
- 1999 - Thinking of You
- 2000 - The Soong Sisters
- 2001 - Ancient
- 2002 - An Ancient Journey
- 2002 - Daylight, Moonlight in Yakushiji - Live
- 2003 - Best of Silk Road
- 2003 - Sacred Journey of Ku-Kai
- 2004 - Shikoku 88 Places
- 2005 - Sacred Journey of Ku-Kai (Vol. 2)
- 2006 - Spiritual Garden
- 2007 - Sacred Journey of Ku-Kai (Vol. 3)
- 2009 - Impressions Of The West Lake
- 2010 - Sacred Journey of Ku-Kai (Vol. 4)
- 2013 - Final Call
- 2014 - Symphony Live in Istanbul

Participacions en recopilacions diverses
- Asian Cafe/Ashu Chakan (Best Of)
- All Roads Lead To Rome
- Across The Karakum Desert
- Across The Pamir
- Dansu
- Deep Forest
- Endless Journey
- Healing Forest (Best Of)
- Ninja Scroll
- In Silent
- In Search Of Wisdom
- Journey To The Heart I
- Journey To The Heart II
- Journey To The Heart III
- Journey To The Heart IV
- Kaiso (Kitaro's World Of Music)
- Karuna (Kitaro's World Of Music)
- Mu Land
- Mizu Ni Inorte
- Morning Light
- Music For The Spirit Vol. 1
- Music For The Spirit Vol. 2
- Music For The Spirit Vol. 3
- Music For The Spirit Vol. 4
- Nile
- Six Musical Portraits
- Tamayura (DVD)
- Tento Chi
- Tokusen 1
- Tokusen 2
- Vertigo
- Yakushi-Ji

Col·laboracions amb altres artistes
- Far East Family Band - Far Out (1973)
- Far East Family Band - The Cave Down To Earth (1974)
- Far East Family Band - Nipponjin (1975)
- Far East Family Band - Parallel World (1976)
- Far East Family Band - Tenkujin (1977)
- Gyoto Monks - Gyoto Monks
- Gyoto Monks - Freedom Chants From The Roof Of The World

## Guardons
Premis
- Grammy al millor àlbum de new-age (2001)

Nominacions
- Grammy al millor àlbum de new-age (1988, 1993, 1995, 1996, 1999, 2002, 2003, 2004, 2006, 2008, 2010, 2011, 2014, 2015 i 2018)